# Metaplasia a ghiandole mucose
La metaplasia a ghiandole mucose (detta anche metaplasia pseudopilorica) è una metaplasia la quale si verifica nelle situazioni di grave atrofia delle ghiandole gastriche.